# Stanisław Bernatt
Stanisław Bernatt (ur. 28 maja 1899 w Warszawie, zm. 18 marca 1979 w Jeleniej Górze) – polski dziennikarz-marynista, regionalista i działacz społeczny związany z Jelenią Górą.

## Życiorys
Wychowanek Kolegium Jezuickiego w Chyrowie. Studiował historię i ekonomię w Warszawie i w Monachium, gdzie w 1925 uzyskał stopień naukowy doktora filozofii. Na przełomie lat 20 i 30 XX w. był dziennikarzem gazety Kurier Poznański. Od roku 1930 mieszkał w Gdyni i skupił się na tematyce morskiej. W 1935 roku wydał "Słowniczek terminów morskich" (z przedmową Aleksandra Brucknera). Od 1945 mieszkaniec Jeleniej Góry, gdzie był m.in. założycielem i współorganizatorem Towarzystwa Opieki nad Zwierzętami i Towarzystwa Kynologicznego, organizatorem akcji zarybiania pstrągiem górskich potoków, redaktorem "Rocznika Jeleniogórskiego" i promotorem pierwszego wydania mapy Jeleniej Góry. W latach 1958–1970 opublikował w Wydawnictwie Morskim dwadzieścia cztery broszury z serii "Miniatury Morskie". Pisał o głośnych katastrofach morskich, takich jak zatonięcie RMS Titanic ("Góra lodowa na kursie") czy katastrofa statku Andrea Doria ("Tragiczny Rejs"). Opisał losy bliźniaczego transatlantyku MS Batory, czyli MS Piłsudski ("Nasza największa strata"). Jako jeden z pierwszych autorów w powojennej Polsce opisał storpedowanie przez sowiecki okręt podwodny statku Wilhelm Gustloff w styczniu 1945 roku. W tej największej tragedii morskiej w dziejach zginęło co najmniej 6000 cywili, funkcjonariuszy hitlerowskich i żołnierzy niemieckich ewakuowanych z Prus Wschodnich.
Stanisław Bernatt był także autorem zbiorów dykteryjek, powieści historycznej oraz dziesiątków artykułów drukowanych m.in. w periodykach "Rocznik Jeleniogórski", Nowiny Jeleniogórskie i w tygodniku "Morze". W czasie wolnym hodował róże i psy rasy skye terrier.
W roku 2012 uchwałą Urzędu Miejskiego w Jeleniej Górze jednej z ulic w okolicy, gdzie zamieszkiwał nadano imię Stanisława Bernatta.

## Publikacje
| Tytuł                                                                  | Wydawnictwo         | Rok  |
| ---------------------------------------------------------------------- | ------------------- | ---- |
| 150 dykteryjek morskich                                                | Wydawnictwo Morskie | 1980 |
| Pojedynek wywiadów na Pacyfiku                                         | Wydawnictwo Morskie | 1970 |
| Lakonia płonie                                                         | Wydawnictwo Morskie | 1967 |
| I żółwie łapie się na lasso                                            | Wydawnictwo Morskie | 1966 |
| Halo, "Thresher"! Halo "Thresher"!...                                  | Wydawnictwo Morskie | 1966 |
| Hebanowy most przez Atlantyk                                           | Wydawnictwo Morskie | 1965 |
| Rekiny i delfiny                                                       | Wydawnictwo Morskie | 1963 |
| Łzy oceanu                                                             | Wydawnictwo Morskie | 1962 |
| Ośmiornice mają błękitną krew                                          | Wydawnictwo Morskie | 1960 |
| Słowa mkną po dnie oceanów                                             | Wydawnictwo Morskie | 1960 |
| 125 dykteryjek morskich oraz dowcipy rysunkowe Eustachego Karłowskiego | Wydawnictwo Morskie | 1960 |
| Toną olbrzymy                                                          | Wydawnictwo Morskie | 1960 |
| Tylko kapitan...                                                       | Wydawnictwo Morskie | 1959 |
| Zwyciężony przez sztorm                                                | Wydawnictwo Morskie | 1959 |
| Góra lodowa na kursie                                                  | Wydawnictwo Morskie | 1958 |
| Stalowe trumny                                                         | Wydawnictwo Morskie | 1958 |
| Skarb z morskiego dna                                                  | Wydawnictwo Morskie | 1958 |
| Na pastwie losu                                                        | Wydawnictwo Morskie | 1958 |
| Tajemnice Scapa Flow                                                   | Wydawnictwo Morskie | 1958 |
| Tragiczny rejs                                                         | Wydawnictwo Morskie | 1958 |
| Zaginione żaglowce                                                     | Wydawnictwo Morskie | 1958 |
| Zdradziecka torpeda                                                    | Wydawnictwo Morskie | 1958 |
| W szponach tajfunu                                                     | Wydawnictwo Morskie | 1958 |
| Słowniczek morski; z przedm. A. Brücknera                              | Instytut Bałtycki   | 1935 |